# لواء مدني
الراية المدنية أو اللواء المدني هي راية تستخدمها السفن المدنية للإشارة إلى جنسيتها. يمكن أن تكون هي نفسها أو مختلفة عن اللواء الحكومي أو اللواء الخاص بالقوات البحرية. تعرف أيضا باسم العلم التجاري أو الراية التجارية. تُخصص بعض الدول مجموعات ألوية مدنية خاصة باليخوت، أو حتى بنوادي اليخوت بحد ذاتها، والمعروفة باسم لواء اليخوت.

## البلدان التي لها ألوية مدنية محددة
يمكن تصنيف الألوية المدنية التي تختلف عن العلم الوطني للدولة في عدد من الفئات.

### الرايات المدنية مع العلم الوطني في الأعلى
تستخدم العديد من الدول الأعلام الحمراء، في معظم الحالات، إما العلم الوطني المعني أو علم الاتحاد في الركن الأيسر العلوي، على غرار الراية الحمراء. الأقاليم البريطانية ما وراء البحار تعتمد «الراية الحمراء» مع شعار الدولة الاستعمارية التي كانت خاضعة لها (المملكة المتحدة). اللواء المدني الخاص بالمملكة العربية السعودية يتكون من علمها الوطني في الركن الأيمن العلوي من العلم داخل راية خضراء. توقفت غانا عن اعتماد الراية الحمراء في عام 2003 من خلال اعتماد قانون شحن تجاري جديد، بحيث أصبحت السفن الغانية ترفع العلم الغاني بدل ذلك. وبالمثل، توقفت سريلانكا عن استخدام الراية الحمراء في عام 1969 واعتمدت علم سريلانكا كلواء مدني يرفع على سفنها التجارية.

#### دول ذات سيادة

United Kingdom
علم أستراليا
علم بنغلاديش
علم جزر البهاماس
Fiji
علم غانا
علم الهند
علم ماليزيا
علم موريشيوس
علم نيوزيلندا
علم نيجيريا
علم باكستان
علم السعودية
علم جزر سليمان
علم سريلانكا
علم الإمارات العربية المتحدة

### الرايات المدنية التي تختلف اختلافا كبيرا عن العلم الوطني
تعتمد العديد من البلدان ألوية مدنية مختلفة تمامًا عن علمها الوطني، مثل مالطا ولوكسمبورغ.

### الرايات المدنية التي تتكون من العلم الوطني مع شعار إضافي
أبرز الدول التي تعتمد هذه الطريقة في ألويتها المدنية هي: كولومبيا، الإكوادور، إيطاليا، المكسيك، السلفادور، نيكاراغوا، بولندا... إلخ.

### الأعلام الوطنية المبسطة
في العديد من البلدان (مثل إسبانيا والكثير في أمريكا اللاتينية، وبعض الدول الأوروبية)، هناك نسختان رئيسيتان للعلم، واحدة مبسطة (عادةً علم مقلم) وأخرى أكثر تفصيلا تحمل الشعارات الوطنية. يتم استخدام الأعلام المبسطة كلواء مدني (وفي معظم الحالات أيضا كعلم مدني)، في حين تستخدم الحكومة والجيش بشكل أساسي العلم الذي يحتوي الشعار الوطني.

### الرايات المدنية تختلف عن العلم الوطني في النسب
تستخدم العديد من المستعمرات البريطانية السابقة 1:2 كنسبة لراياتها و 3:5 للأعلام على الشاطئ، في حين أن سلوفينيا وكرواتيا والمجر لديها العكس، حيث أن الرايات تعتمد نسبة 2:3 والأعلام في الشاطئ تعتمد نسبة 1:2. فرنسا هي حالة خاصة: حيث أن النسبة الإجمالية هي نفسها، ولكن الفرق عن الراية في العرض قليلا.